# Église Saint-Barthélemy de Thégra
L'église Saint-Barthélemy de Thégra est une église catholique située à Thégra, dans le département du Lot, en France.

## Historique
Thégra a été le siège d'un archiprêtré au moins depuis 1106. L'église construite au XIIe siècle comprenait une nef charpentée se terminant par un chœur comprenant une travée droite et une abside probablement semi-circulaire sous laquelle se trouvait une crypte qui comprend une nef et une abside voûtée.
Le chœur a été détruit au XVe siècle pour permettre de construire le transept. Cette reconstruction, après la guerre de Cent Ans, a été rendue possible grâce aux largesses de la famille Valon, seigneurs de Thégra. Le chœur et la chapelle funéraire dédiée à saint Jean-Baptiste sont construits au début du XVIe siècle.
La seigneurie a appartenu aux Gasc et aux Cornil, et finalement aux Valon.
L'édifice a été classé au titre des monuments historiques le 9 mars 1923.
Plusieurs objets sont référencer dans la base Palissy.